# Naultinus gemmeus
Naultinus gemmeus är en ödleart som beskrevs av  Mccann 1955. Naultinus gemmeus ingår i släktet Naultinus och familjen geckoödlor. IUCN kategoriserar arten globalt som nära hotad. Inga underarter finns listade i Catalogue of Life.